# Unge Moderater
Unge Moderater (UM) er en dansk politisk ungdomsorganisation, der er tilknyttet partiet Moderaterne.
Organisationen blev uformelt dannet i 2022 og har ungdomsrepræsentanter i alle Moderaternes bestyrelser, men organisationen blev først formaliseret med vedtægter i 2023. På Moderaternes landsmøde i marts 2023 sagde partiformand Lars Løkke Rasmussen, at ungdomsorganisationen skulle "fuldende" partiet.
Unge Moderater havde pr. 2023 seks lokalafdelinger og over 250 medlemmer, hvilket gør den til den mindste politiske ungdomsorganisation i Danmark.
Ved skolevalget 2024 fik Unge Moderater otte mandater, 4,69 % af stemmerne på landsplan.

## Valgresultater ved skolevalg
| Valg | Formand                        | Stemmer | %    | Mandater | +/-     | Mærkesag #1               | Mærkesag #2                               | Mærkesag #3                |
| ---- | ------------------------------ | ------- | ---- | -------- | ------- | ------------------------- | ----------------------------------------- | -------------------------- |
| 2024 | Ellen Emilie & Max Bjerregaard |         | 4,69 | 8 / 175  | Uændret | Giv unge gratis kulturpas | Afkriminaliser alle euforiserende stoffer | Indfør værnepligt for alle |